# Belloy-en-France
Belloy-en-France es una comuna francesa situada en el departamento de Valle del Oise, en la región de Isla de Francia.

## Demografía
| 1041 | 1065 | 1710 | 1645 | 1540 | 1536 | 2228 |
| Para los censos de 1962 a 1999 la población legal corresponde a la población sin duplicidades (Fuente: INSEE [Consultar]) |      |      |      |      |      |      |